# 이성운
이성운(1978년 12월 15일 ~ )은 대한민국의 전직 축구 선수이며 현역 시절 포지션은 미드필더였다.

## 축구인 경력

### 선수 경력
2001년 성남 일화 천마에 연습생 신분으로 입단하였으나 당시 최강의 전력을 자랑하던 성남에서 주전 경쟁에 어려움을 겪자 경찰청에 입대하였다. 2007년 대전 시티즌에 입단하며 K리그로 복귀하였고 2009년 해외 진출을 모색하였으나 대전 한수원의 서보원 코치의 요청으로 대전 한수원에 입단하였다.
2011년 7월 안익수 감독의 부름을 받고 부산 아이파크로 이적하였다.